# Atletismo nos Jogos Pan-Americanos de 1991 - 200 m masculino
As provas dos 200 m masculino nos Jogos Pan-Americanos de 1991 foram realizadas em 7 e 8 de agosto em Havana, Cuba.

## Medalhistas
| Ouro                       | Prata                           | Bronze                 |
| Robson da Silva BRA Brasil | Kevin Little USA Estados Unidos | Félix Stevens CUB Cuba |

## Resultados

### Eliminatórias
Vento: Eliminatória 1: +1.7 m/s, Eliminatória 2: +0.4 m/s
| Posição | Eliminatória | Nome              | Nacionalidade         | Tempo | Notas |
| ------- | ------------ | ----------------- | --------------------- | ----- | ----- |
| 1       | 1            | Robson da Silva   | BRA Brasil            | 20.18 | Q     |
| 2       | 1            | Félix Stevens     | CUB Cuba              | 20.61 | Q     |
| 3       | 1            | Troy Douglas      | BER Bermudas          | 20.78 | Q     |
| 1       | 2            | Roberto Hernández | CUB Cuba              | 20.43 | Q     |
| ?       | ?            | Kevin Little      | USA Estados Unidos    | 20.77 | Q     |
| ?       | ?            | Peter Ogilvie     | CAN Canadá            | 21.01 | Q     |
| ?       | ?            | Ronnell Barclay   | TRI Trinidad e Tobago | 21.07 | Q     |
| ?       | ?            | Kevin Braunskill  | USA Estados Unidos    | 21.21 | Q     |

### Final
Vento: +0.2 m/s
| Posição           | Nome              | Nacionalidade         | Tempo | Notas |
| ----------------- | ----------------- | --------------------- | ----- | ----- |
| Medalha de ouro   | Robson da Silva   | BRA Brasil            | 20.15 |       |
| Medalha de prata  | Kevin Little      | USA Estados Unidos    | 20.63 |       |
| Medalha de bronze | Félix Stevens     | CUB Cuba              | 20.76 |       |
| 4                 | Peter Ogilvie     | CAN Canadá            | 21.20 |       |
| 5                 | Troy Douglas      | BER Bermudas          | 21.26 |       |
| 6                 | Ronnell Barclay   | TRI Trinidad e Tobago | 21.51 |       |
| 7                 | Roberto Hernández | CUB Cuba              | 23.22 |       |
| 8                 | Kevin Braunskill  | USA Estados Unidos    | DNS   | [ 4 ] |